# Estación Coronel Brandsen
Coronel Brandsen es una estación ferroviaria ubicada en la ciudad de Brandsen, en el partido homónimo, Provincia de Buenos Aires, Argentina.

## Servicios
Es una estación intermedia del ramal entre la estación Constitución de la ciudad de Buenos Aires con Mar del Plata.
Es, además, estación intermedia del servicio regular entre Alejandro Korn y Chascomús; también detiene su marcha en las estaciones Jeppener y Altamirano.
Actualmente, Trenes Argentinos Operaciones opera tres servicios diarios que cubren el trayecto Constitución - Mar del Plata, aunque sólo uno de éstos se detiene en Brandsen.
Durante muchos años, en su tercer andén esta estación hacía de cabecera de los servicios diésel regulares que arribaban de Constitución, y en la primera y la segunda, recibía los que se dirigían a Altamirano, a la vieja Chascomús y General Belgrano. Estos fueron eliminados en la década de 1990, cuando los ferrocarriles fueron privatizados, ya que se otorgó la concesión del servicio sólo hasta Alejandro Korn.
El tercer andén también recibía los servicios diarios provenientes de Ringuelet, que salían de La Plata. Este fue cancelado en 1978 y en varias oportunidades se realizaron gestiones para reactivarlo. Además, en temporada estival, a mediados de la década de 1980, pasaba el servicio 347, apodado "El Platense", que partía de la capital provincial los viernes por la noche y regresaba a ella los domingos. El servicio fue eliminado a principios de la década de 1990.
Sus vías e instalaciones están a cargo de la empresa estatal Trenes Argentinos Operaciones.

## Ubicación
Está ubicada a 64 kilómetros de la estación Constitución, en el centro de la ciudad de Brandsen, en la intersección de las calles Ferrari e Ituzaingó.

## Estadísticas
| Año   | Pasajeros (Urbano) | Pasajeros (Larga Distancia) |
| ----- | ------------------ | --------------------------- |
| 2017  | 1.234              |                             |
| 2018  | 19.125             |                             |
| 2019  | 26.030             |                             |
| 2020  | 6.605              |                             |
| 2021  | 5.186              |                             |
| 2022  | 20.072             | 4.674                       |
| 2023  | 19.696             |                             |
| 2024* | 8.255              |                             |